# Downing Street
Downing Street es una calle de Londres que alberga las residencias oficiales del primer ministro del Reino Unido y del canciller de la Hacienda. Situada junto a Whitehall, a unos pocos minutos caminando del Palacio de Westminster, Downing Street fue construida en la década de 1680 por Sir George Downing. Durante más de trescientos años, ha albergado las residencias oficiales del primer lord del Tesoro, actualmente sinónimo del primer ministro, y del segundo lord del Tesoro, el cargo ostentado por el canciller de la Hacienda.
La residencia oficial del primer ministro es el 10 de Downing Street, y la residencia oficial del canciller es el número 11. Tradicionalmente, el Chief Whip del gobierno ha tenido su residencia oficial en el número 12, aunque actualmente el Chief Whip reside en el número 9. Las casas del lado sur de la calle fueron demolidas en el siglo xix para permitir la construcción de las oficinas gubernamentales ocupadas actualmente por el Ministerio de Relaciones Exteriores y de la Mancomunidad de Naciones.
Downing Street se usa a veces como metonimia del gobierno del Reino Unido.

## Historia

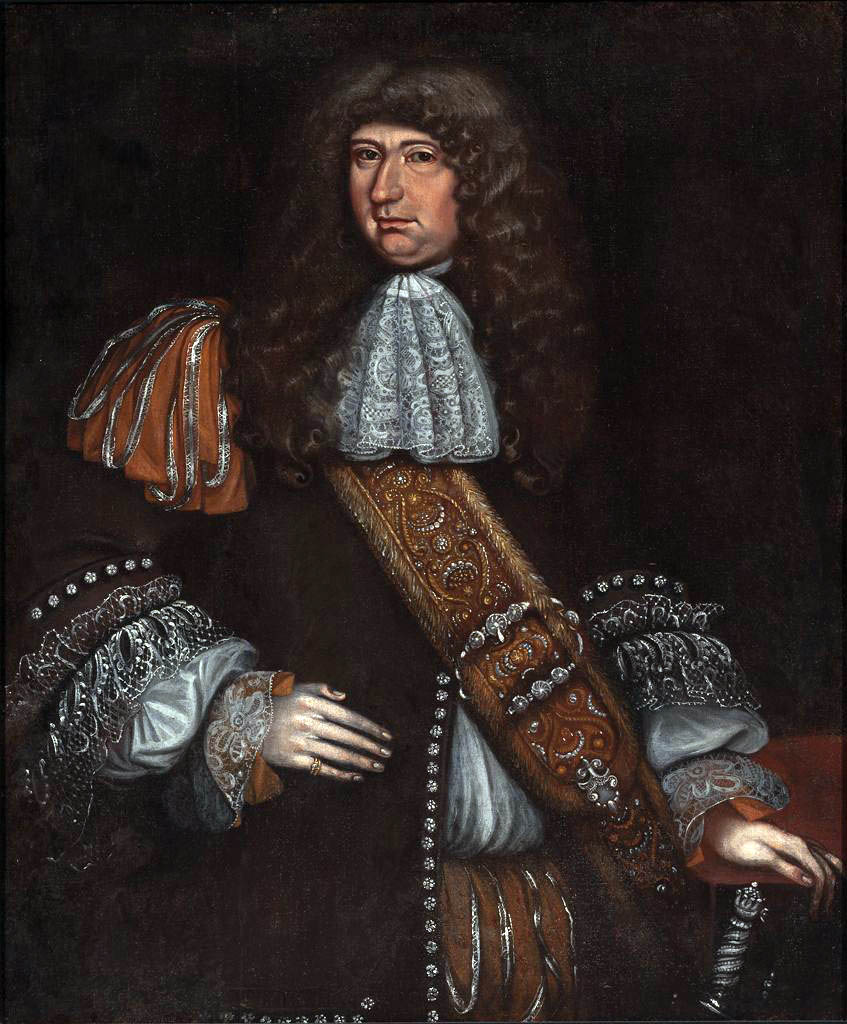
Sir George Downing.

La calle fue construida en la década de 1680 por Sir George Downing, en los terrenos de una antigua mansión llamada Hampden House. No se sabe qué había en estos terrenos antes de la mansión, pero hay evidencias de una fábrica de cervezas llamada The Axe, propiedad de la abadía de Abingdon. Downing fue un soldado y diplomático que sirvió bajo las órdenes de Oliver Cromwell y del rey Carlos II, y que acumuló una considerable riqueza. En 1654, adquirió el alquiler de los terrenos al este del St. James's Park, al lado de la mansión, y a poca distancia del Parlamento. Downing planeó construir una fila de casas unifamiliares «para que las habitaran personas de buena condición». Sin embargo, la familia Hampden tenía un alquiler que prohibía la urbanización de dichos terrenos durante treinta años. Cuando expiró el alquiler de Hampden, Downing recibió permiso para construir más hacia el oeste para aprovechar el reciente desarrollo de la zona. La nueva orden emitida en 1682 dice: «Sir George Downing ... [está autorizado] para construir nuevas casas más al oeste de los terrenos concedidos a él por la patente de 1663/4 Feb. 23. La actual concesión es por la razón de que el dicho Cockpit o la mayor parte del mismo se ha demolido desde entonces, pero está sujeta a la condición de que no se construya a menos de catorce pies del muro al oeste del parque».
Entre 1682 y 1684, Downing construyó el cul-de-sac de casas de dos plantas con cocheras, establos y vistas del St. James's Park. No está claro cuántas construyó; la mayor parte de los historiadores piensan que quince, pero otros sostienen que fueron veinte. Los números de las casas cambiaron varias veces; el número 10 fue el 5 durante un tiempo y recuperó su numeración original en 1787. Downing contrató al arquitecto Sir Christopher Wren para que diseñara las casas. Aunque eran grandes, fueron edificadas de mánera rápida y barata sobre suelo blando, con cimientos poco profundos. Las fachadas tenían líneas pintadas en la superficie que imitaban mortero de ladrillo. Winston Churchill escribió que el número 10 fue «construido de manera poco sólida por el contratista especulador cuyo nombre lleva».
El final del cul-de-sac de Downing Street cerró el acceso al St. James's Park, haciendo que la calle tuviera un carácter tranquilo y privado. Un anuncio de 1720 la describió como «un lugar bastante abierto, especialmente en su parte final, donde hay cuatro o cinco casas muy grandes y bien construidas, apropiadas para personas de honor y buena condición; cada casa tiene unas agradables vistas del St. James's Park». Las casas tuvieron varios residentes distinguidos. La condesa de Yarmouth vivió en el número 10 entre 1688 y 1689, Lord Lansdowne desde 1692 hasta 1696 y Henry de Nassau d'Auverquerque, conde de Grantham, desde 1699 hasta 1703. El abogado y escritor James Boswell alquiló habitaciones en Downing Street durante su estancia en Londres en 1762–63 por 22 libras al año.
Downing probablemente nunca vivió en sus casas. En 1675 se retiró a Cambridge, donde murió unos pocos meses después de que se completaran las casas. Su retrato cuelga en el vestíbulo de entrada del actual número 10. La familia Downing también construyó el Downing College de la Universidad de Cambridge, que fue fundado en 1800, después de que Sir George Downing, tercer baronet, dejara una parte de su herencia para tal fin cuando los terrenos estuvieran disponibles.
Las casas entre el número 10 y Whitehall fueron adquiridas por el gobierno y demolidas en 1824 para permitir la construcción de la sede de la Oficina del Consejo Privado, de la Cámara de Comercio y del HM Treasury. En 1861, las casas del lado sur de Downing Street fueron sustituidas por las oficinas gubernamentales construidas para el Ministerio de Relaciones Exteriores y de la Mancomunidad de Naciones, el Ministerio para la India, el Ministerio para las Colonias y el Ministerio del Interior.

## Casas en Downing Street

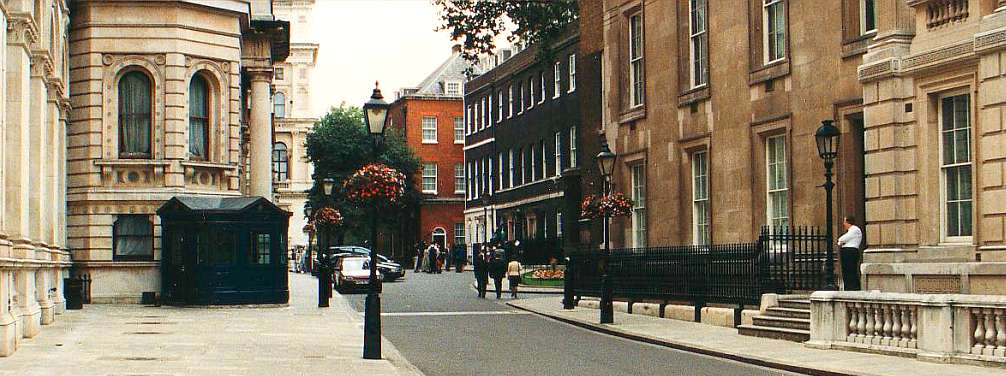
Downing Street mirando hacia el oeste. El Ministerio de Exteriores está a la izquierda, la casa roja es el número 12, las casas oscuras son los números 11 y 10, y el edificio a la derecha es el ala Barry del Ministerio del Gabinete, cuya fachada principal da hacia Whitehall.

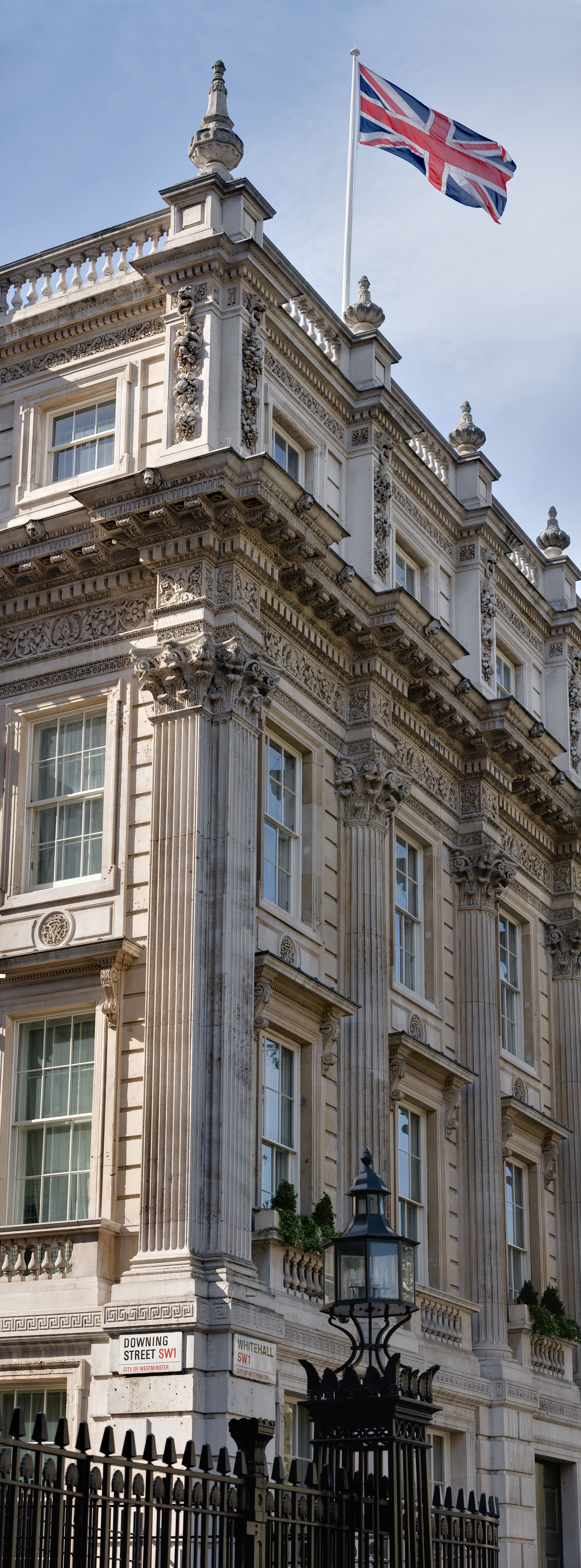
La esquina de Downing Street y Whitehall.

- 1-8 de Downing Street fueron las casas entre el número 9 y Whitehall que fueron compradas por el gobierno y demolidas en 1824 para permitir la construcción de la sede de la Oficina del Consejo Privado, de la Cámara de Comercio y del HM Treasury.
- El 9 de Downing Street, así llamado en 2001, es la entrada desde Downing Street de la Oficina del Consejo Privado y albergó el Ministerio para la Salida de la Unión Europea. Antiguamente formaba parte del número 10.
- El 10 de Downing Street ha sido la residencia oficial del primer lord del Tesoro, el primer ministro del Reino Unido, desde 1735. Estos dos cargos han sido ocupados por la misma persona desde la década de 1720 casi sin excepciones. Originalmente dividido en tres casas, el número 10 fue ofrecido a Sir Robert Walpole por Jorge II en 1732 y actualmente contiene unas cien habitaciones. Una residencia privada ocupa la tercera planta y hay una cocina en el sótano. Las otras plantas contienen oficinas, salas de conferencias, salones de recepción y comedores donde trabaja el primer ministro, y donde son recibidos los ministros, los líderes políticos nacionales y los dignatarios extranjeros. En la parte trasera hay un patio interior y una terraza con vistas de un jardín de 2000 m². También residen en el 10 de Downing Street el consorte y la familia del primer ministro, el director de Comunicaciones de Downing Street y el ratonero jefe de la Oficina del Gabinete.
- El 11 de Downing Street ha sido la residencia oficial del segundo lord del Tesoro, el canciller de la Hacienda, desde 1828. Fue construida junto con la residencia oficial del primer ministro en el número 10 en 1682.
- El 12 de Downing Street, la antigua oficina del Chief Whip, alberga la oficina de prensa, la unidad de comunicaciones estratégicas y la unidad de información e investigación del primer ministro. En la década de 1820 fue ocupada por el Juez Abogado General, aunque siguió siendo de propiedad privada. Pasó a manos del gobierno cuando fue comprada por la Compañía Británica de las Indias Orientales en 1863, y posteriormente albergó los departamentos de marina y ferrocarril de la Cámara de Comercio. Fue dañada gravemente por un incendio en 1879, y posteriormente sufrió varias modificaciones.
- El 13 de Downing Street formaba parte originalmente del 12 de Downing Street antes de que se reconstruyera parcialmente la zona residencial y recibiera una nueva numeración en 1876.
- El 14 de Downing Street antiguamente cerraba el extremo oeste de la calle. Fue adquirido por la Corona en 1798, y fue usada por la Oficina de Guerra y el Ministerio para las Colonias en el siglo xix. Algunas partes fueron demolidas en la década de 1860, y en 1876 había sido demolida completamente.
- 15–20 de Downing Street, demolidas desde hace mucho tiempo, eran las casas que conducían a Horse Guards Road. Los números 15-16 albergaron antiguamente el Ministerio de Relaciones Exteriores y de la Mancomunidad de Naciones, que también ocupó dos casas en el lado sur de la calle. El número 18 fue ocupado por el Departamento de la India Occidental del Ministerio para las Colonias y el número 20 fue ocupado por la Tithe Commission.

Las casas al final de la calle estaban dispuestas alrededor de Downing Square. También había un pub, The Rose and Crown, en Downing Street. En 1830 su propietario era un tal Mr. Dixon.
Durante toda la historia de estas casas, los ministros han vivido por acuerdo en las habitaciones que consideraban necesarias. En algunas ocasiones, el número 11 no ha estado ocupado por el canciller de la Hacienda, sino por el individuo considerado el vice primer ministro (independientemente de que ostentara o no oficialmente el cargo); esto ha sido particularmente frecuente en gobiernos de coalición. A veces, las personas que han ostentado estos cargos solo han usado el piso de Downing Street para ocasiones formales y han vivido en otro lugar. Durante su última etapa en el cargo, en 1881, William Ewart Gladstone residió en los números 10, 11 y 12 junto con su familia. En esa época, era tanto canciller de la Hacienda como primer ministro.
Tras las elecciones generales de 1997, en las que el Partido Laborista llegó al poder, los nuevos titulares de los dos cargos realizaron un intercambio. Tony Blair era un hombre casado con tres hijos, mientras que Gordon Brown no estaba casado en la época en la que ocupó este cargo. Aunque el número 10 era la residencia oficial del primer ministro y contenía sus oficinas, Blair y su familia se trasladaron en realidad al número 11, más espacioso, mientras que Brown vivía en los apartamentos más pequeños del número 10. Esta fue la segunda vez que ocurrió esto: Stafford Northcote vivió en el número 10, mientras que Benjamin Disraeli ocupó el número 11, por exactamente la misma razón: en esa época, el número 10 era el más espacioso y Sir Stafford tenía una familia más grande. El acuerdo de Blair y Brown continuó entre Brown (en el número 11) y Alistair Darling (en el número 10), durante la coalición Cameron–Clegg (con David Cameron en el número 11 y George Osborne en el número 10) y durante el mandato de Theresa May, con Theresa May en el número 11 y Philip Hammond en el número 10.

## Puertas de Downing Street

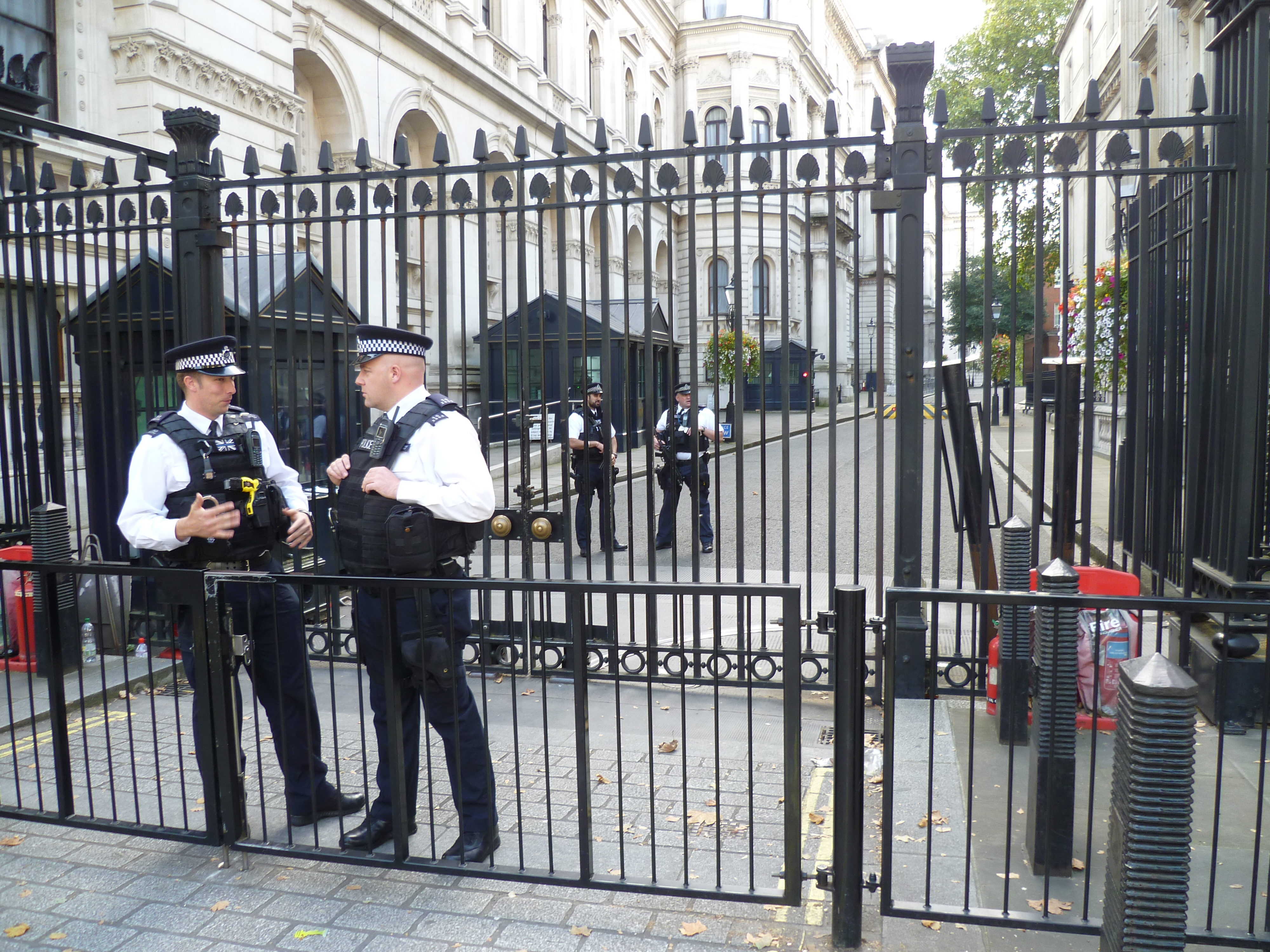
Las puertas en la entrada de Downing Street.

El 11 de noviembre de 1920, se erigieron barreras en el extremo de la calle que da hacia el St. James's Park con ocasión de la inauguración del Cenotafio. Eran una medida de seguridad pública que pretendía evitar que la multitud en Whitehall fuera demasiado densa. Cuando el movimiento independentista irlandés se hizo más violento, se decidió conservar las barreras, que fueron elevadas y reforzadas. El 26 de noviembre de 1920 empezó la construcción de una barricada de madera de unos 2.4 metros de alto al final de la calle, que incorporaba puertas para los vehículos. Las barreras fueron derribadas en 1922, cuando se creó el Estado Libre Irlandés.
El acceso de los vehículos fue cortado en 1973, cuando se colocaron barreras de metal en la entrada de la calle. En 1974, la Policía Metropolitana de Londres propuso erigir una barrera semi-permanente entre la acera y la calzada en el lado del Ministerio de Relaciones Exteriores para evitar la presencia de peatones en la parte principal de la calle, al mismo tiempo que se aseguró que se seguiría permitiendo a los turistas tomar fotografías de la puerta del número 10. El primer ministro Harold Wilson rechazó la propuesta, considerando que parecería una restricción inaceptable de la libertad del público. El secretario privado de Wilson escribió: «Lamento mucho esta nueva erosión del derecho de todo inglés de pasear libremente por Downing Street».
En 1982 el acceso fue restringido adicionalmente por barandillas y una puerta desmontable, que fueron sustituidas por puertas negras de acero en 1989. El aumento de la seguridad se debió al incremento de la violencia, particularmente por parte del IRA durante el conflicto de Irlanda del Norte. El gobierno Thatcher estaba particularmente inclinado a aumentar la seguridad tras el asesinato en 1979 de Luis Mountbatten.

### Derecho de paso público

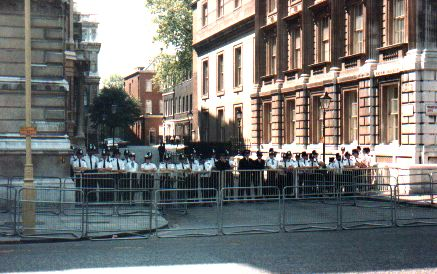
Downing Street a finales de los años ochenta, antes de que se instalaran las puertas.

El derecho de paso público a lo largo de Downing Street no se ha extinguido y la calle mantiene el estatus de una vía pública mantenida por el Ayuntamiento de Westminster. El acceso público fue restringido amparándose en los poderes del Derecho anglosajón para evitar la perturbación del orden público, aunque su legalidad ha sido cuestionada por un corresponsal de la revista New Statesman. En 2005, el Westminster City Council usó los poderes antiterrorismo que le otorgaba la Ley de Contingencias Civiles de 2004 para formalizar las restricciones mediante una orden de gestión del tráfico. Como consecuencia, Downing Street es inaccesible para el público general, ya que la policía solo permite el acceso a visitantes programados, titulares de pases parlamentarios y miembros acreditados de la prensa. Aunque los edificios gubernamentales y terrenos de Downing Street son un lugar designado bajo la Ley de policía y delincuencia organizada grave de 2005, la calle no se incluyó en los límites de la zona designada.